# Aeroportul Alert
Aeroportul Alert (IATA: YLT, ICAO: CYLT) este un aeroport din Nunavut, Canada ce deservește zona Alert. A fost deschis în 1958 și numit după zona deservită.
Situat la o altitudine de 30 m, aeroportul dispune de 1 pistă. Este operat de Department of National Defence⁠(d).

## Infrastructură

### Piste
Aeroportul dispune de o singură pistă. Pista 05/23 are suprafața de pietriș și dimensiunile 1.676 m × ? . 